# Hovězí skály
Hovězí skály jsou přírodní památka ve správním území obce Vysoká Pec v okrese Chomutov v Ústeckém kraji. Nachází se severně od vesnice na jižním úbočí Jedlové. Předmětem ochrany jsou lesní porosty s výskytem vzácných druhů saproxylických brouků, ptáků a netopýrů.

## Historie
Svažité území je dlouhodobě využívané k lesnímu hospodaření, některé části lesa sloužily také k pastvě dobytka a v omezené míře se v něm těžil kámen. Ve vrcholové části dosahuje stáří dřevin 150–200 let, zatímco níže rostou mladší porosty charakteru tyčkovin až tyčovin, u nichž jsou patrné škody způsobené jelení zvěří.
Chráněné území vyhlásil Krajský úřad Ústeckého kraje v kategorii přírodní památka s účinností od 22. září 2022.

## Přírodní poměry
Přírodní památka s rozlohou 136,89 hektarů leží v Krušných horách v nadmořské výšce 436–820 metrů. Nachází se v katastrálních územích Podhůří a Vysoká Pec. Území se částečně překrývá s evropsky významnou lokalitou Východní Krušnohoří.

### Abiotické poměry
V geologickém podloží chráněného území převažují horniny krušnohorského krystalinika: rulové jádro překryté svory a fylity s průniky variských vyvřelin. Lokalita leží na jihozápadním až jihovýchodním úbočí Jedlové, která je součástí Loučenské hornatiny a geomorfologického okrsku Rudolická hornatina. Na úbočí jsou patrné horninové výchozy. Oblast patří do povodí Bíliny a pramení v něm drobný potok, který se vlévá do Podkrušnohorského přivaděče. V tomto prostředí se vyvinuly půdní typy kambizem dystrická a podzol kambický.
V rámci Quittovy klasifikace podnebí se přírodní památka nachází převážně v mírně teplé oblasti MT4, pro kterou jsou typické průměrné teploty −2 až −3 °C v lednu a 16–17 °C v červenci. Roční úhrn srážek dosahuje 500–750 milimetrů. Mrazových dnů bývá 110–130, zatímco letních dnů jen dvacet až třicet. Jihovýchodní část přírodní památky leží v mírně teplé oblasti MT9 s průměrnými teplotami −3 až −4 °C v lednu a 17–18 °C v červenci. Roční úhrn srážek dosahuje 650–750 milimetrů, počet letních dnů je čtyřicet až padesáta počet mrazových dnů se pohybuje mezi 110 až 130.

### Flóra
V lesních porostech převládá buk lesní (Fagus sylvatica) s příměsí javoru klenu (Acer pseudoplatanus) a dalšími druhy. Ve slabě vyvinutém keřovém patru rostou převážně mladí jedinci stromů. Zcela chybí jedle bělokorá (Abies alba). Ve světlých doubravách roste především dub zimní (Quercus petraea), dub letní (Quercus robur) a příměs břízy bělokoré (Betula pendula).

### Fauna
K druhům hmyzu, které jsou v přírodní památce předmětem ochrany, patří řada saproxylických brouků. V době před vyhlášením chráněného území byli v počtu jednotlivých exemplářů zaznamenáni kriticky ohrožení kovařík fialový (Limoniscus violaceus), páchník hnědý (Osmoderma barnabita) a ohrožení či zranitelní brouci kovařík Stenagostus rhomeus, dřevomil bukový (Eucnemis capucinus), mršník Plegaderus dissectus, dále houbožroutovití brouci Mycetophagus fulvicollis a Triphyllus bicolor. Ojediněle se vyskytují ohrožení motýli otakárek fenyklový (Papilio machaon), batolec duhový (Apatura iris) a prostředí je vhodným biotopem pro roháče obecného (Lucanus cervus).
Během letních měsíců je možno pozorovat silně ohrožené druhy netopýrů, k nimž patří netopýr vodní (Myotis daubentonii), netopýr ušatý (Plecotus auritus), netopýr severní (Eptesicus nilssonii), netopýr večerní (Eptesicus serotinus), netopýr hvízdavý (Pipistrellus pipistrellus) a netopýr černý (Barbastella barbastellus).
V lesních porostech hnízdí deset až dvacet párů holuba doupňáka (Columba oenas) a nejméně jeden pár lejska malého (Ficedula parva), kteří patří k předmětu ochrany. Dále bylo potvrzeno hnízdění lejska šedého (Muscicapa striata). Při přeletu byli pozorováni krutihlav obecný (Jynx torquilla), krkavec velký (Corvus corax), výr velký (Bubo bubo), rorýs obecný (Apus apus), vlaštovka obecná (Hirundo rustica), skřivan lesní (Lullula arborea), čáp černý (Ciconia nigra), luňák červený (Milvus milvus), jestřáb lesní (Accipiter gentilis), krahujec obecný (Accipiter nisus) a ojediněle též sokol stěhovavý (Falco peregrinus).

## Ochrana přírody
Předmětem ochrany v přírodní památce jsou, kromě jednotlivých druhů živočichů, ekosystémy acidofilních bučin (85 % rozlohy), květnaté bučiny (asi 1 % rozlohy) a suché acidofilní doubravy (asi 1 % rozlohy). Cílem ochrany je zachovaní a zlepšení stavu lesních porostů, na něž je vázán výskyt ptáků a saproxylických brouků vyžadujících ponechávání dostatečného množství mrtvého dřeva v lese.